# Przyrzeczenie harcerskie

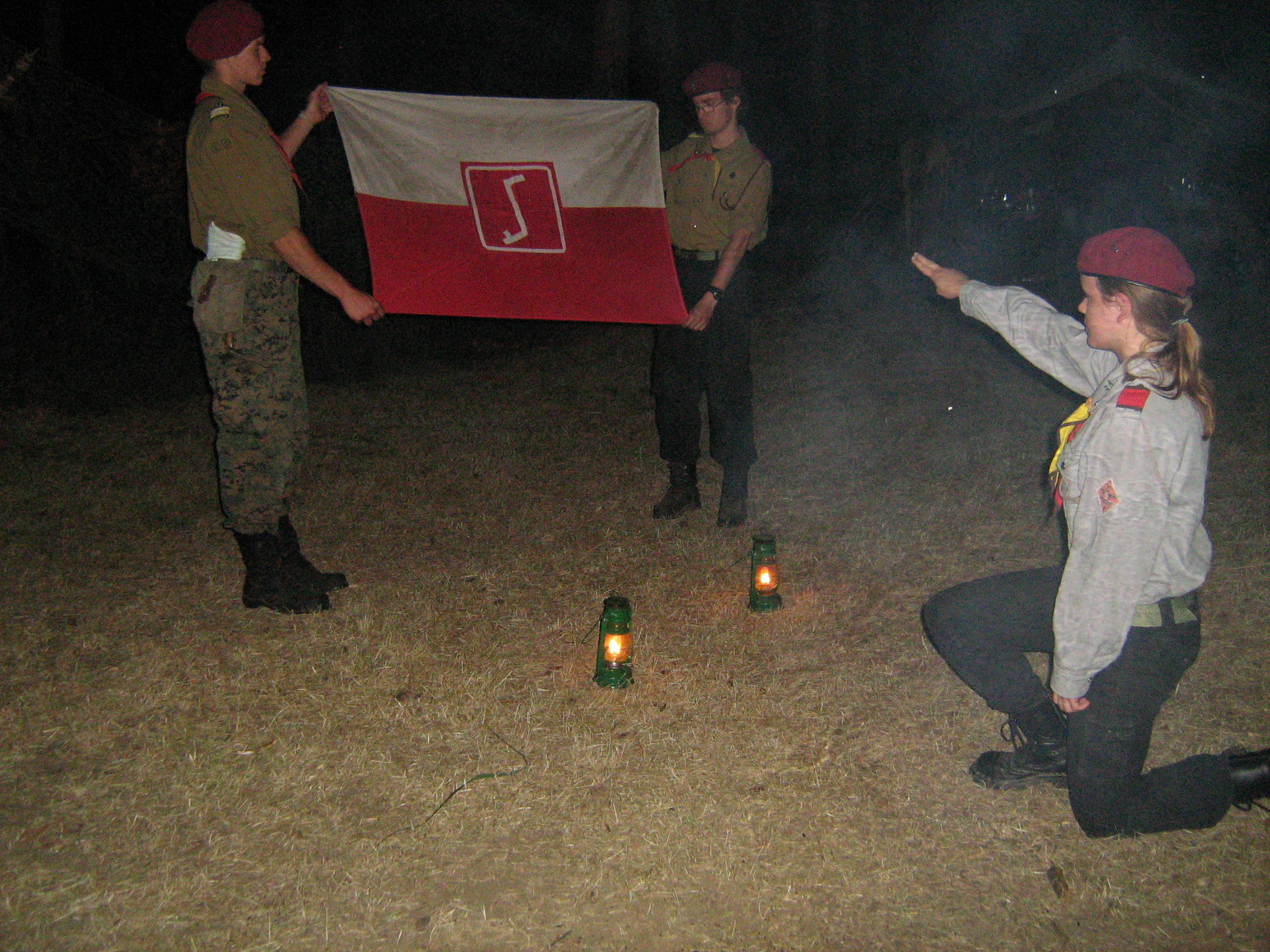
Obrzęd składania Przyrzeczenia harcerskiego w Organizacji Harcerskiej „Rodło”: podczas wypowiadania słów roty harcerz klęczy na jednym kolanie, i wyciąga dwa palce w kierunku polskiej flagi z symbolem Rodła oraz dwóch ogni (oznaczających przyrzeczenie i prawo harcerskie)

Przyrzeczenie harcerskie – uroczysta deklaracja składana przy otrzymywaniu krzyża harcerskiego. Stanowi ono lapidarny opis trzech podstawowych zasad wychowawczych obowiązujących w harcerstwie: służby, samodoskonalenia, braterstwa.
Przyrzeczenie harcerskie nie jest równoznaczne z przyjęciem do harcerstwa, które następuje zazwyczaj wcześniej, tj. najczęściej w momencie rozpoczęcia regularnego uczęszczania na zbiórki.
Potwierdzeniem złożenia przyrzeczenia harcerskiego jest wręczenie (na ogół przypięcie do munduru harcerskiego) krzyża harcerskiego, lub (w niektórych środowiskach) chusty harcerskiej.

## Tekst Przyrzeczenia harcerskiego
- Do wyboru przez składającego Przyrzeczenie (w Związku Harcerstwa Polskiego[3]):

1. Mam szczerą wolę całym życiem pełnić służbę Bogu i Polsce, nieść chętną pomoc bliźnim i być posłusznym/posłuszną Prawu Harcerskiemu.
2. Mam szczerą wolę całym życiem pełnić służbę Polsce, stać na straży harcerskich zasad, nieść chętną pomoc bliźnim i być posłusznym/posłuszną Prawu Harcerskiemu.
- Mam szczerą wolę całym życiem pełnić służbę Bogu i Polsce, nieść chętną pomoc bliźnim i być posłusznym Prawu Harcerskiemu.
(w Związku Harcerstwa Rzeczypospolitej i Związek Harcerstwa Polskiego działający poza granicami Kraju)[4][5]
- Na mój honor, z Łaską Bożą, przyrzekam całym życiem służyć Bogu, Kościołowi, mojej Ojczyźnie i Europie chrześcijańskiej, nieść w każdej potrzebie pomoc bliźnim i przestrzegać Prawa Harcerskiego.
(w Stowarzyszeniu Harcerstwa Katolickiego "Zawisza" Federacji Skautingu Europejskiego)
- Z Bożą pomocą uczynię wszystko, aby służyć Bogu, Jego Kościołowi i bliźnim przestrzegając prawa Royal Rangers i wprowadzając w życie Złotą Zasadę. (w Royal Rangers Polska)

- Do wyboru przez składającego Przyrzeczenie (w Stowarzyszeniu Harcerskim):

1. Mam szczerą wolę całym życiem pełnić służbę Bogu i Polsce, nieść chętną pomoc bliźnim i być posłuszną/posłusznym Prawu Harcerskiemu.
2. Mam szczerą wolę całym życiem pełnić służbę Polsce, dążyć do Prawdy i Sprawiedliwości, nieść chętną pomoc bliźnim i być posłuszną/posłusznym Prawu Harcerskiemu.

## Literatura
- Bogusław Śliwerski: Przyrzeczenie harcerskie. Historia, metodyka, manipulacje. Kraków: Oficyna Wydawnicza Impuls, 2009. ISBN 978-83-7308-965-5. Brak numerów stron w książce